# Pronymphites elegans
Pronymphites elegans là một loài côn trùng thuộc bộ Neuroptera. Loài này được Panfilov in Dolin et al. miêu tả năm 1980.